# Hans Hinrich Schroeder-Hohenwarth
Hans Hinrich Schroeder-Hohenwarth (* 1944) ist ein deutscher Jurist und Manager.

## Leben
Schroeder-Hohenwarth war nach verschiedenen Tätigkeiten in der deutschen Versicherungswirtschaft bis zum 31. Dezember 2003 letzter Präsident der Bundesanstalt für vereinigungsbedingte Sonderaufgaben. Seit März 2003 beriet er das Bundesfinanzministerium bei der Erarbeitung einer Konzeption für die zu gründende Bundesanstalt für Immobilienaufgaben (BImA). Seit ihrer Gründung am 1. Januar 2005 bis Ende 2006 war er Sprecher des Vorstandes der BImA. Der Vorstand der Charité beschloss im Juli 2007 die Einstellung von Schroeder-Hohenwarth für den Geschäftsbereich Changemanagement/Personal. Nach Pressemeldungen galt Schroeder-Hohenwarth als Intimus des damaligen Berliner Finanzsenators und Aufsichtsratsmitglieds der Charité Thilo Sarrazin. Er ist Rechtsanwalt in Werder (Havel) und betätigt sich auch als Romanautor.

## Werke
- Das Armenrecht in der Bundesrepublik und seine Reform unter besonderer Berücksichtigung wirtschaftlicher und rechtsvergleichender Aspekte. Peter Lang, Frankfurt 1976, ISBN 978-3-261-02057-4.
- TAG TRAUM TOD: Frankfurter Schatten. Klinge Verlag, 2012, ISBN 978-3981507416.